# Ephyrodes
Ephyrodes là một chi bướm đêm thuộc họ Erebidae.

## Loài
- Ephyrodes cacata Guenée, 1852